# Yamaha XTZ750 Super Tenere
Yamaha XTZ 750 Super Ténére – japoński motocykl produkowany w latach 1989-1996 przez Yamaha Motor Company.

## Historia
Super Ténére – taką nazwę otrzymała Yamaha XTZ 750, która powstała z myślą o pokonaniu pustyni i zwyciężaniu w Rajdzie Paryż-Dakar.
Silnik motocykla zaprojektowano pod koniec lat 80. W dwucylindrowej rzędówce znalazł się bardzo nietypowy układ smarowania z tzw. półsuchą miską olejową. Większość oleju znajduje się w zbiorniku nad silnikiem, a jedynie jego część mieści się w karterze. Celem tego zabiegu w maszynie w wersji oznaczonej YZE 750T, przeznaczonej do udziału w Rajdzie Paryż-Dakar, było znaczne zwiększenie ilości oleju w układzie w stosunku do pojemności miski olejowej ze względu na funkcję chłodzenia. Plan Yamahy był prosty – maszyna ma wygrywać, a jej rynkowa wersja musi być maksymalnie podobna do sportowej. Założony cel został osiągnięty.
Zaprezentowano ją po raz pierwszy 1988 roku. Jej nazwa odnosi się do obszaru pustynnego Ténére, stanowiącego część Sahary na terytorium Nigru w Afryce Zachodniej. To miejsce określane jest mianem najgorszego i najgorętszego miejsca na świecie – 600 km idealnie płaskiej przestrzeni bez żadnych ludzkich osad ani punktów orientacyjnych. Przez Ténére niejednokrotnie prowadziła trasa Rajdu Paryż-Dakar.
W roku 1991 Francuz Stéphane Peterhansel na YZE 750T zwyciężył w Rajdzie Paryż-Dakar. Pod koniec tego sezonu silnik rozwiercono do 850 cm³ i tak powstała YZE 850T, która wygrywała pustynny rajd nieprzerwanie przez kolejnych 7 lat: w 1992, 1993, 1995, 1997 i w 1998 r. pod Peterhanselem, a w latach 1994 i 1996 w rękach Włocha o nazwisku Edi Orioli.
Rozwiercony silnik z drobnymi zmianami zastosowano w 1991 r. w nowym modelu TDM, zaś w 1996 roku trafił do kolejnej nowości o nazwie TRX. W TRX-e czopy wału zostały przestawione o 270°, poprawiając jego pracę i zmniejszając wibracje. Tę innowację zastosowano również w TDM-ie. Natomiast w XTZ 750 wał korbowy pozostawiono bez zmian z czopami przestawionymi o 360°.
W roku 1997 zakończono produkcję XTZ 750.
Dlatego XTZ 750 jest jedną z najbardziej trwałych i niezawodnych maszyn w historii, wyjątkowo odporną na ciężkie warunki eksploatacji. Przez 8 lat produkcji nie dokonano w niej żadnych poważnych zmian. W 1993 r. wymieniono jedynie regulator napięcia, który często się przegrzewał.
XTZ 750 nigdy oficjalnie nie sprzedawano na rynku amerykańskim.
Można spotkać różne indywidualne przeróbki i modyfikacje modne w różnych krajach. Aby motocykl mniej spalał, niemccy mechanicy przestawiali iglice o jeden ząbek w dół lub stosowali dysze główne, iglice i dysze wolnych obrotów z wersji szwajcarskiej. Wprawdzie nie szkodzi to silnikowi, ale wpływa na zmniejszenie mocy (w wersji szwajcarskiej – znaczne).
Super Ténére to turystyczny motocykl o zacięciu terenowym, dobry i na asfaltowe zakręty, i na drogi szutrowe. Bez problemu radzi sobie we dwie osoby i z bagażem. Obecnie postrzegany jest jako motocykl turystyczny – enduro.

## Kraje, w których produkowano XTZ750
- Belgia
- Dania
- Francja
- Hiszpania
- Holandia
- Niemcy
- Norwegia
- Szwajcaria
- Szwecja
- Wielka Brytania
- Włochy

## Dane techniczne
| Pojemność skokowa                | 749,00 ccm                                     |
| Typ silnika                      | Dwucylindrowy R2                               |
| Liczba suwów                     | 4                                              |
| Moc maksymalna                   | 69,00 KM (50,4 kW)) przy 7500 RPM              |
| Moment obrotowy                  | 67 Nm przy 6750 RPM                            |
| Stopień sprężania                | 9,5:1                                          |
| Średnica cylindra x skok tłoka   | 87,0 × 63,0 mm                                 |
| Liczba zaworów na cylinder       | 5                                              |
| Układ rozrządu                   | DOHC                                           |
| System chłodzenia                | Ciecz                                          |
| Skrzynia biegów                  | 5 stopniowa                                    |
| Wtórne przeniesienie napędu      | Łańcuch                                        |
| Waga motocykla gotowego do jazdy | 234,0 kg                                       |
| Opona przednia                   | 90/90-21 54H                                   |
| Opona tylna                      | 140/80-17 69H                                  |
| Hamulec przedni                  | Dwutarczowy wentylowany (zaciski dwutłoczkowe) |
| Hamulec tylny                    | Jednotarczowy (zacisk dwutłoczkowy)            |
| Pojemność zbiornika paliwa       | 26,0 litrów (w tym 5 litrów rezerwy)           |
| Prędkość maksymalna              | 200 km/h                                       |

## XT1200Z Super Tenere

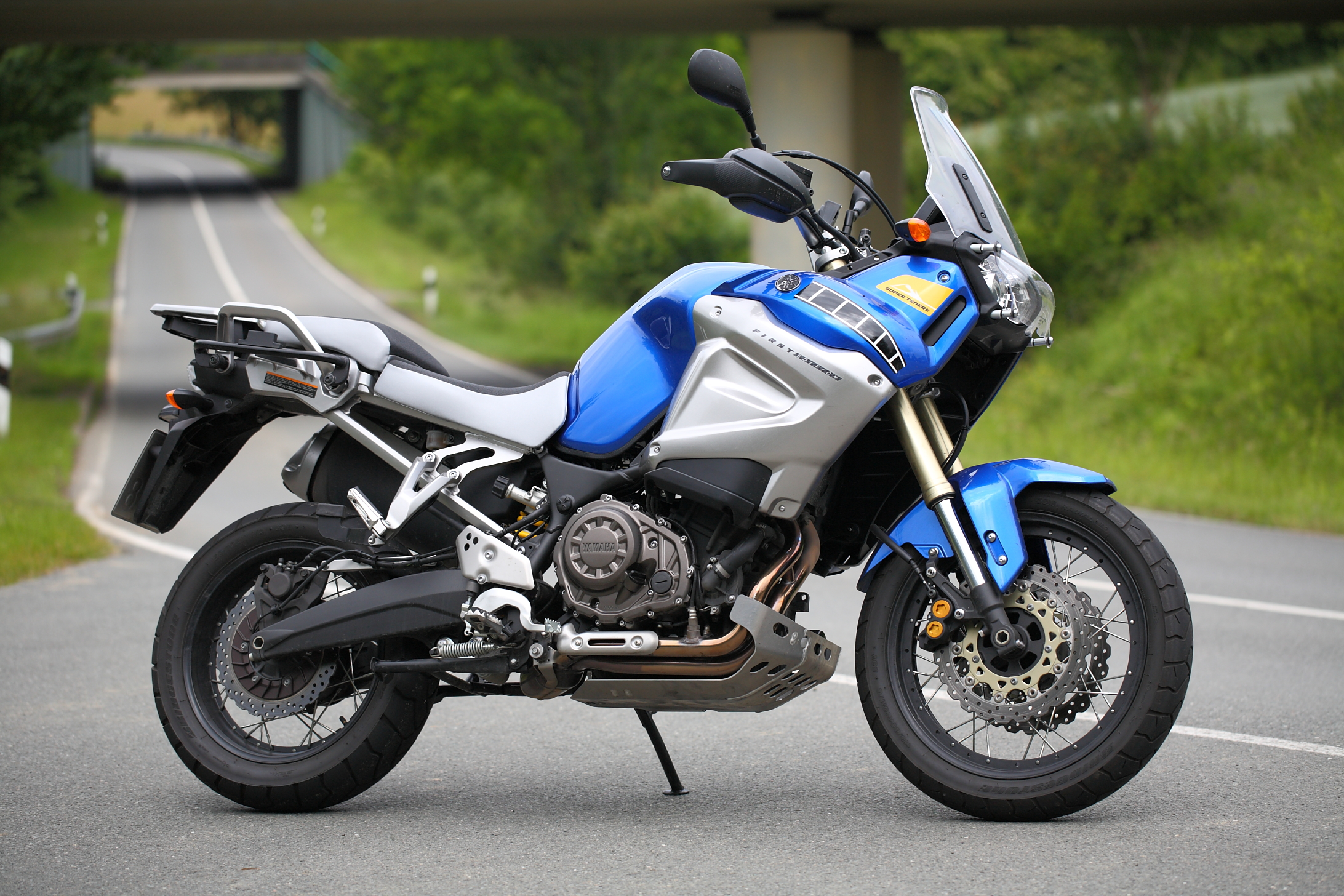
Yamaha XT1200Z Super Tenere

Następca XTZ750